# Hipposcarus
Hipposcarus – rodzaj ryb okoniokształtnych z rodziny skarusowatych.

## Klasyfikacja
Gatunki zaliczane do tego rodzaju:

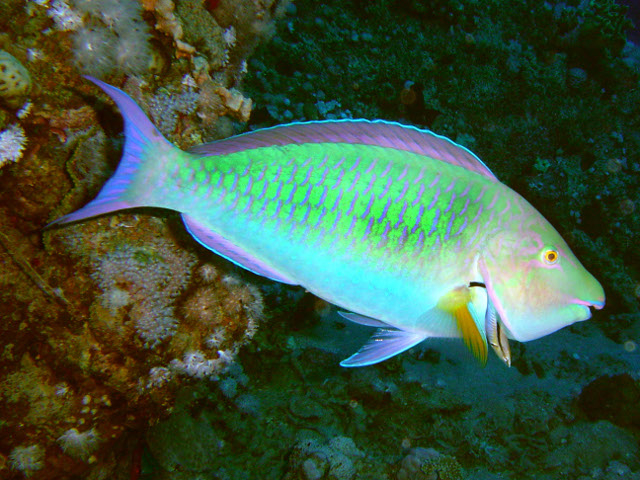
Hipposcarus harid
- Hipposcarus longiceps

- Hipposcarus harid